# August H. Andresen

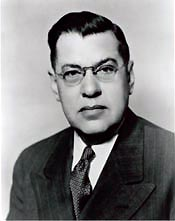
August H. Andresen

August Herman Andresen (* 11. Oktober 1890 in Newark, Kendall County, Illinois; † 14. Januar 1958 in Bethesda, Maryland) war ein US-amerikanischer Politiker. Zwischen 1925 und 1933 sowie nochmals von 1935 bis 1958 vertrat er den Bundesstaat Minnesota im US-Repräsentantenhaus.

## Werdegang
August Andresen zog im Jahr 1900 mit seinen Eltern nach Grand Forks in North Dakota. Im Jahr 1902 zog die Familie nach Eagle Grove in Iowa weiter. 1905 ließen sie sich in Red Wing (Minnesota) nieder. August Andresen besuchte die öffentlichen Schulen in diesen Städten. Im Jahr 1912 absolvierte er das St. Olaf College in Northfield. Zwischen 1912 und 1915 war Andresen als Sonderermittler beim Department of Weights and Measures (Eichamt) von Minnesota beschäftigt. Nach einem anschließenden Jurastudium und seiner im Jahr 1914 erfolgten Zulassung als Rechtsanwalt begann er in Red Wing in seinem neuen Beruf zu arbeiten. Zwischen 1918 und 1919 war er Mitglied der Nationalgarde von Minnesota. Neben seiner Anwaltstätigkeit war Andresen auch in der Wirtschaft und auf dem Finanzsektor aktiv. Außerdem engagierte er sich in der Landwirtschaft.
Politisch war Andresen Mitglied der Republikanischen Partei. Bei den Kongresswahlen des Jahres 1924 wurde er im dritten Wahlbezirk von Minnesota in das US-Repräsentantenhaus in Washington, D.C. gewählt, wo er am 4. März 1925 die Nachfolge von Charles Russell Davis antrat. Nach drei Wiederwahlen konnte er seinen Distrikt vier Legislaturperioden lang bis zum 3. März 1933 im Kongress vertreten. Kurz vor Ende seiner Amtszeit wurde der 20. Verfassungszusatz verabschiedet, der den Beginn der Legislaturperioden des Kongresses und der Amtszeiten des Präsidenten von März auf Januar vorverlegte. Bei den Wahlen des Jahres 1932 wurde Andresen nicht wiedergewählt.
1934 gelang Andresen im ersten Distrikt von Minnesota die erneute Wahl in das US-Repräsentantenhaus. Dort löste er am 3. Januar 1935 Henry M. Arens ab. Nach elf Bestätigungen konnte er bis zu seinem Tod im Januar 1958 im Kongress verbleiben. Von 1947 bis 1949 war er Vorsitzender des Select Committee on Commodity Exchanges. In den Jahren bis 1941 wurden im Repräsentantenhaus noch viele der New-Deal-Gesetze verabschiedet. Zwischen 1941 und 1945 prägten die Ereignisse des Zweiten Weltkrieges auch die Arbeit des Repräsentantenhauses. Im Jahr 1951 wurde der 22. Verfassungszusatz verabschiedet, der die Amtszeiten des Präsidenten regelte. August Andresen war ein möglicher Kandidat für den Posten des Landwirtschaftsministers im Kabinett von Präsident Dwight D. Eisenhower. Er machte aber deutlich, dass er sein Abgeordnetenmandat behalten wolle. Er starb am 14. Januar 1958 im Bethesda Naval Hospital.